# Дивізія кораблів
Дивізія кораблів (від лат. divisio — «розділення») — основне тактичне з'єднання флоту.
В епоху вітрильних кораблів головним бойовим з'єднанням флоту була ескадра. Ескадра складалася з трьох дивізій:
- 1-ша дивізія — кордебаталія — містилася в центрі бойового порядку, очолювалася адміралом (він же командував всією ескадрою);
- 2-га — авангард — розташовувалася у голові бойового порядку, очолювалася віце-адміралом;
- 3-тя — ар'єргард — завершувала бойовий порядок, очолювалася контр-адміралом.

У сучасних флотах до складу ескадр можуть уходити декілька дивізій або бригад, окремі дивізіони мінно-тральних, протичовнових і малих ракетних кораблів, підвоних човнів різних класів, а також допоміжних суден.
В Російському імператорському флоті дивізії існували з початку XIX століття і до його ліквідації після Жовтневого перевороту. В 1927—1929 роках в складі Морських сил Балтійського флоту перебувала дивізія лінійних кораблів, пізніше розформована. З 1951 року йшло масштабне формування дивізій у складі Військово-морського флоту СРСР.
У складі ВМС Сполучених Штатів остання дивізія була розформована в 1974 році. У складі сучасних флотів світу, за винятком ВМФ Російської Федерації, дивізій не існує.

## Типи дивізій у складі ВМФ СРСР
- Дивізія крейсерів
- Дивізія підводних човнів
- Дивізія протичовнових кораблів
- Дивізія ракетних кораблів
- Дивізія ескадрених міноносців
- Дивізія охорони водного району
- Дивізія торпедних катерів
- Дивізія морських десантних сил
- Дивізія кораблів, які будуються або ремонтуються